# Avestaforsen
Avestaforsen är en svensk svartvit stumfilm från 1897 i regi av Alexandre Promio. Filmen visar Avestaforsens brus i Dalälven i Avesta och premiärvisades den 3 juli på Lumières Kinematograf i Gamla Stockholm som fanns i Allmänna konst- och industriutställningens  miniatyrstad Gamla Stockholm.